# Earl Woods
Earl Woods (født 5. marts 1932, død 3. maj 2006) var en banebrydende afroamerikansk idrætsudøver, oberstløjtnant i de amerikanske specialstyrker under Vietnamkrigen og far til golfstjernen Tiger Woods.
Woods var født og opvokset i Manhattan i Kansas. Efter at han som 13-årig blev forældreløs, var det hans søster, der overtog opdragelsen. Han studerede ved Kansas State University med et baseball-stipendium, og han blev den første farvede spiller, der deltog i serien Big Eight Conference i 1951. Han blev tilbudt kontrakt for Kansas City Monarchs i de sortes liga, men takkede nej, afsluttede sin universitetsuddannelse i 1953 og begyndte en karriere i hæren.
Woods deltog i to omgange i Vietnamkrigen, den sidste som officer i U.S. Army Special Forces. Mens han gjorde tjeneste i Vietnam, mødte han sin kommende hustru, Kultida Woods, som er af thailandsk, kinesisk og nederlandsk herkomst. Han blev også ven med den vietnamesiske oberst Vuong Dang (Tiger) Phong, og det var dette venskab, som medførte, at han gav sønnen sin kaldenavnet «Tiger».
Woods blev pensioneret fra militæret i 1974. Hans søn Tiger Woods blev født 30. december 1975, og inden han var tre år gammel blev han regnet som et vidunderbarn inden for golf. Earl Woods udgav to bøger om sin opdragelse af Tiger: Training a Tiger og Playing Through: Straight Talk on Hard Work, Big Dreams and Adventures with Tiger. Han blev kritiseret fra nogle sider for at lægge for stort pres på sønnen i en tidlig alder.
Earl Woods National Youth Golf Academy ved Colbert Hills Golf Course i Kansas er opkaldt efter ham.
Woods døde af prostatakræft (som han oprindelig blev diagnosticeret med i 1998) i sit hjem i Californien.